# Авеленго
Авелѐнго (на италиански: Avelengo; на немски: Hafling, Хафлинг) е село и община в Северна Италия, автономна провинция Южен Тирол, автономен регион Трентино-Южен Тирол. Разположено е на 1290 m надморска височина. Населението на общината е 752 души (към 2010 г.).

## Език
Официални общински езици са и италианският и немският. Най-голямата част от населението говори немски.
| %     | Роден език      |
| 2,42  | Италиански език |
| 97,58 | Немски език     |
| 0,00  | Ладински език   |